# Bythiolophus acanthinus
Bythiolophus acanthinus is een zeester uit de familie Zoroasteridae.
De wetenschappelijke naam van de soort werd in 1916 gepubliceerd door Walter Kenrick Fisher.